# Stanisław Kusiński
Stanisław Karol Kusiński (ur. 3 listopada 1944 w Przemyślu) – polski wychowawca, działacz opozycji w PRL, działacz społeczny.

## Życiorys
Po ukończeniu w 1975 roku pedagogiki na Katolickim Uniwersytecie Lubelskim Stanisław Kusiński pracował w Zakładzie Wychowawczym Zrzeszenia Katolików Caritas w Otwocku (1976–1977) i w Ośrodku Szkoleniowo-Wychowawczym dla Dzieci Niewidomych w Laskach koło Warszawy (1977–1979). W listopadzie i grudniu 1980 roku pracował jako drukarz w MKZ „Solidarność” w Gdańsku, od grudnia 1980 roku był członkiem MKZ, następnie pracował w Zarządzie Regionu Mazowsze „Solidarności”. W marcu 1983 roku wyemigrował do Stanów Zjednoczonych. Przez kolejne 15 lat pracował w dziale technicznym „Nowego Dziennika”. Od listopada 2011 roku mieszka w Przemyślu, gdzie odbywa rekonwalescencję po wylewie, którego doznał we wrześniu 2011 roku.

### Działalność opozycyjna
W czasie pracy w Laskach zetknął się z opozycją demokratyczną. Został współpracownikiem KOR, następnie KSS „KOR”. W Laskach przepisywał Komunikat KSS „KOR”, kolportował niezależne czasopisma w Przemyślu. Jednocześnie zetknął się z ROPCiO. Leszek Moczulski zaproponował mu utworzenie punktu konsultacyjno-informacyjnego w Przemyślu. Punkt ten powstał w sierpniu 1977 roku i był prowadzony przez Kusińskiego w latach 1977–1978. Początkowo Kusiński działał samotnie. W połowie 1978 roku wokół niego zawiązała się grupa opozycjonistów, uczestników Ruchu, do której weszli: Stanisław Sudoł, Stanisław Frydlewicz, Wit Siwiec i Jan Ekiert. Kusiński pracował jednocześnie jako drukarz niezależnych pism: „Opinia” i „Bratniak” w zorganizowanej przez siebie podziemnej drukarni. W latach 1977–1979 był sygnatariuszem listów, apeli i oświadczeń ROPCiO. W Wigilię 1977 roku zorganizował (wspólnie z Marianem Piłką) w Przemyślu uliczną akcję zbierania podpisów pod wnioskiem obywatelskim do Rady Państwa PRL w sprawie opublikowania w Dzienniku Ustaw ratyfikowanego przez Polskę Międzynarodowego paktu praw obywatelskich i politycznych. Został zatrzymany (wraz z Marianem Piłką).
W 1979 roku współorganizował Uniwersytet Ludowy w Zbroszy Dużej. W sierpniu 1979 roku wspólnie z Wiesławem Kęcikiem – Przemyski Komitet Samoobrony Ludzi Wierzących. W latach 1979–1980 współpracował z niezależnym pismem „Placówka”, w którym był odpowiedzialny za kolportaż (za druk był odpowiedzialny Tomasz Chlebowski). Po zaprzestaniu wydawania „Placówki” w 1980 roku został drukarzem wydawanego przez Wydawnictwo im. Konstytucji 3 Maja niezależnego pisma „Przegląd”.
W latach 1977–1981 organizował wiele spotkań opozycjonistów z bp. Ignacym Tokarczukiem.
13 grudnia 1981 roku został internowany (z mieszkania Elżbiety Regulskiej-Chlebowskiej) w Ośrodku Odosobnienia w Uhercach i Nowym Łupkowie, w lipcu 1982 roku nie wrócił z przepustki, ukrywał się, będąc drukarzem podziemnego „Tygodnika Mazowsze” (z Emilem Broniarkiem i Witoldem Łuczywo), 20 grudnia 1982 roku został zatrzymany, ale już 4 dni później został zwolniony z internowania (podobnie jak wszyscy inni internowani mężczyźni, którzy wcześniej nie zostali zwolnieni).
W czasie pobytu na emigracji organizował pomoc dla kraju, m.in. prowadził zbiórki pieniędzy, współorganizował demonstrację przeciw wizycie gen. Wojciecha Jaruzelskiego w USA. Po 1989 roku organizował pomoc materialną dla placówek oświatowo-opiekuńczych, m.in. dla Ośrodka dla Dzieci Głuchoniemych nr 2 w Przemyślu.
Kolekcjonował medale i monety okolicznościowe dokumentujące pontyfikat Jana Pawła II. Zbiór 116 medali i monet przekazał w 2012 roku Muzeum Archidiecezjalnemu w Przemyślu na ręce arcybiskupa Józefa Michalika. Stanisław Kusiński również ustanowił stypendium im. Jeanne Jazowick-Kusiński dla dzieci i młodzieży z Ośrodka w Przemyślu.

## Odznaczenia
- 5 czerwca 2014 roku, za wybitne zasługi w działalności na rzecz przemian demokratycznych w Polsce, za osiągnięcia w podejmowanej z pożytkiem dla kraju pracy zawodowej i społecznej, został przez prezydenta Bronisława Komorowskiego odznaczony Krzyżem Oficerskim Orderu Odrodzenia Polski[5]
- Złoty Krzyż Zasługi (2006).

## Życie rodzinne
W 1982 roku (w więzieniu w Uhercach) ożenił się z Aliną Całą, z którą miał córkę, która wkrótce zmarła. Po wyjeździe do USA ożenił się z Jeanne Jazowick (1947–2002).